# Moulin multibroche
 (avril 2014).
Si vous disposez d'ouvrages ou d'articles de référence ou si vous connaissez des sites web de qualité traitant du thème abordé ici, merci de compléter l'article en donnant les références utiles à sa vérifiabilité et en les liant à la section « Notes et références ».

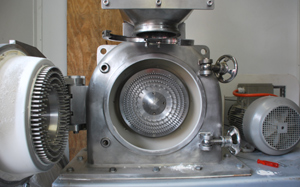
Moulin multibroche

Le moulin multibroche est un système mécanique qui permet d'obtenir des poudres très fines, comme du sucre, des produits les plus divers de la chimie et de l'alimentation.
La particularité de ce moulin est sa simplicité. Il suffit d'un seul passage au travers du moulin, tournant à très haute vitesse, soit 10 000 tr/min, suivi d'un tamisage pour moudre le grain et obtenir une farine de qualité, à très haut rendement et un son très propre. 
Dans ce type de machine, le grain de blé n'est pas écrasé, mais projeté pour être éclaté à très haute vitesse contre des dents disposées en plusieurs rangées fixes et d'autres rangées tournant à haute vitesse.
Le son de blé, s'il est très humide, se comporte comme du caoutchouc et il ne se laisse pas briser en passant entre ces dents. L’astuce consiste donc à humidifier rapidement la surface du grain quelques minutes avant la mouture. L’intérieur du grain, ou l’amande contenant la farine, n’est pas sur humidifié et se laisse moudre finement. Il suffit donc d’un seul tamis pour séparer les sons. En jouant sur le diamètre des mailles du tamis, il est possible d’obtenir différents types de farine : bise, mi-blanche, blanche. On obtient également une farine complète, sans tamisage, ce qui simplifie encore le procédé. Autre avantage, cette turbine entraîne énormément d’air, ce qui permet de sécher instantanément le son. 
Autre fait intéressant, ce procédé permet de très petite productions, de quelques kilogrammes par heure, à plusieurs tonnes si nécessaire, le système étant facilement extrapolable, ce qui n'est pas le cas d'un moulin traditionnel. De plus, ce procédé ne demande pas une formation prolongé, il suffit de respecter des consignes très simple.
Le procédé a été breveté en 1894 mais n'a jamais été appliqué par l'industrie[réf. nécessaire].